# Ensifera
Ensifera is een onderorde van insecten die behoort tot de orde rechtvleugeligen of krekels en sprinkhanen (Orthoptera). De groep staat wel bekend als de langsprietigen, omdat ze relatief lange antennes hebben in vergelijking met de enige andere groep van de rechtvleugeligen; de Caelifera of kortsprietigen. Onder deze laatste groep vallen alle typische sprinkhanen.

## Onderverdeling

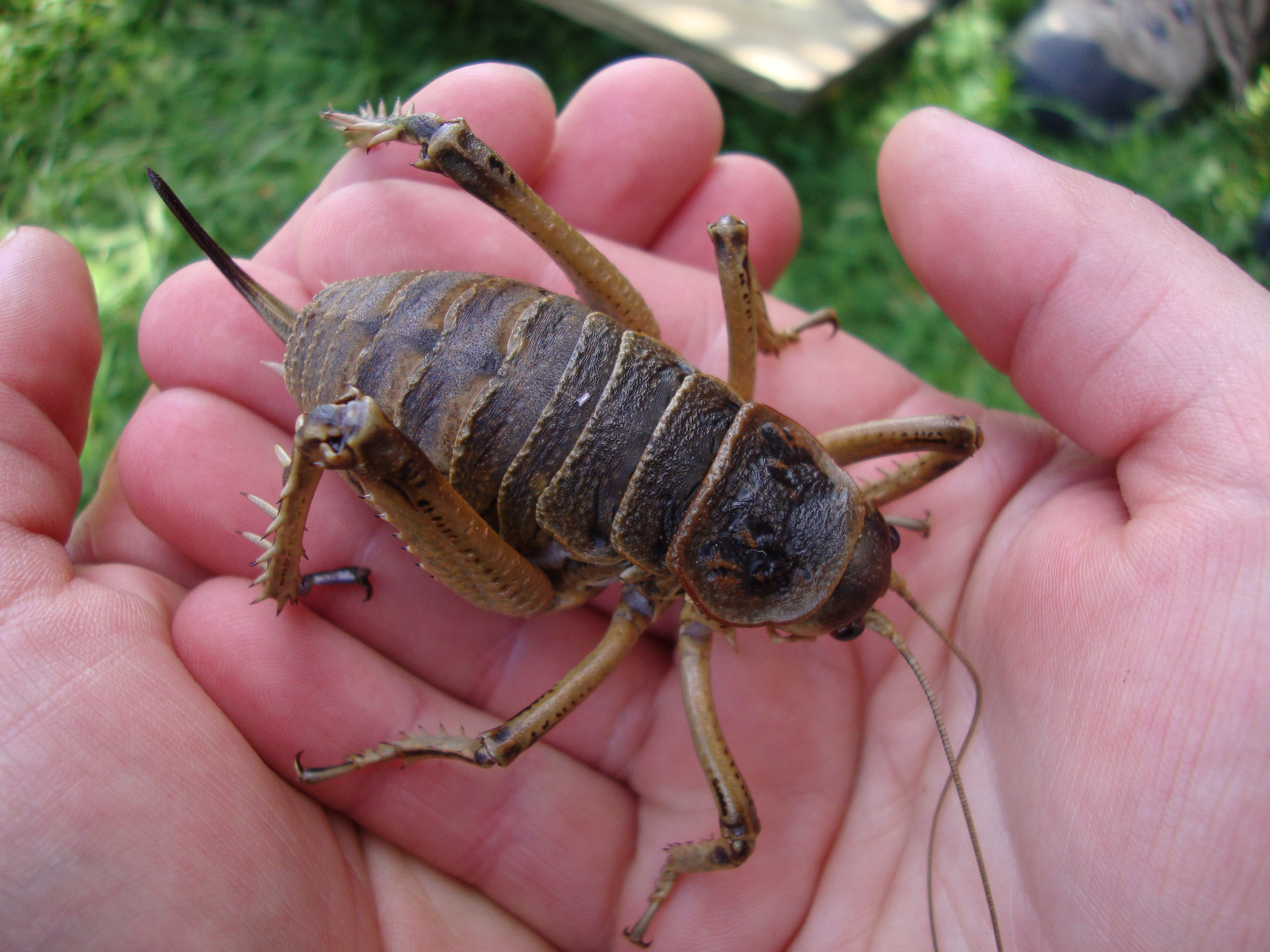
Deinacrida rugosa, een Nieuw-Zeelandse weta.

De Ensifera omvat alle sabelsprinkhanen en krekels. De meeste soorten hebben vleugels, al zijn deze bij een aantal soorten te klein om mee te vliegen. Een aparte categorie vormen de vleugelloze weta's die vooral rond Nieuw-Zeeland voorkomen en waarvan sommige soorten tot de grootste insecten behoren.
- Infraorde † Elcanidea
  - Superfamilie † Elcanoidea Handlirsch, 1906
    - Familie † Elcanidae Handlirsch, 1906
    - Familie † Permelcanidae Sharov, 1962
    - Geslacht † Acridiites Heer, 1865
    - Geslacht † Acridomima Handlirsch, 1906

  - Superfamilie † Permoraphidioidea Tillyard, 1932
    - Familie † Permoraphidiidae Tillyard, 1932
    - Familie † Pseudelcanidae Gorochov, 1987
    - Familie † Thueringoedischiidae Zessin, 1997
- Infraorde Gryllidea
  - Superfamilie Grylloidea Laicharting, 1781
    - Familie † Baissogryllidae Gorochov, 1985
    - Familie Gryllidae Laicharting, 1781 (Krekels)
    - Familie Mogoplistidae Costa, 1855
    - Familie Oecanthidae Blanchard, 1845
    - Familie † Protogryllidae Zeuner, 1937
    - Familie Phalangopsidae Blanchard, 1845
    - Familie Trigonidiidae Saussure, 1874

  - Superfamilie Gryllotalpoidea Leach, 1815
    - Familie Gryllotalpidae Leach, 1815 (Veenmollen)
    - Familie Myrmecophilidae Saussure, 1874 (Mierenkrekels)
- Infraorde † Oedischiidea
  - Superfamilie † Oedischioidea Handlirsch, 1906
    - Familie † Anelcanidae Carpenter, 1986
    - Familie † Bintoniellidae Handlirsch, 1939
    - Familie † Mesoedischiidae Gorochov, 1987
    - Familie † Oedischiidae Handlirsch, 1906
    - Familie † Proparagryllacrididae Riek, 1956
    - Familie † Pruvostitidae Zalessky, 1929
    - Geslacht † Crinoedischia Béthoux & Beckemeyer, 2007
    - Geslacht † Loxoedischia Beckemeyer, 2011

  - Superfamilie † Triassomantoidea Tillyard, 1922
    - Familie † Adumbratomorphidae Gorochov, 1987
    - Familie † Triassomantidae Tillyard, 1922

  - Superfamilie † Xenopteroidea Riek, 1955
    - Familie † Xenopteridae Riek, 1955

  - Familie † Permotettigoniidae Nel & Garrouste, 2016
  - Geslacht † Permophyllum Prokop, Szwedo, Lapeyrie, Garrouste & Nel, 2015
- Infraorde Tettigoniidea
  - Superfamilie Hagloidea Handlirsch, 1906
    - Familie † Eospilopteronidae Cockerell, 1916
    - Familie † Haglidae Handlirsch, 1906
    - Familie † Hagloedischiidae Gorochov, 1986
    - Familie † Prezottophlebiidae Martins-Neto, 2007
    - Familie Prophalangopsidae Kirby, 1906
    - Familie † Tuphellidae Gorochov, 1988
    - Geslacht † Tzetzenulia Gorochov, 1990

  - Superfamilie † Phasmomimoidea Sharov, 1968
    - Familie † Phasmomimidae Sharov, 1968

  - Superfamilie Rhaphidophoroidea Walker, 1869
    - Familie Rhaphidophoridae Walker, 1869 (Grottensprinkhanen)

  - Superfamilie Schizodactyloidea Blanchard, 1845
    - Familie Schizodactylidae Blanchard, 1845

  - Superfamilie Stenopelmatoidea Burmeister, 1838
    - Familie Anostostomatidae Saussure, 1859
    - Familie Gryllacrididae Blanchard, 1845
    - Familie Stenopelmatidae Burmeister, 1838

  - Superfamilie Tettigonioidea Krauss, 1902
    - Familie † Haglotettigoniidae Gorochov, 1988
    - Familie Tettigoniidae Krauss, 1902 (Sabelsprinkhanen)

  - Geslacht † Tettoraptor Gorochov, 2012
- Superfamilie † Gryllavoidea Gorochov, 1986
  - Familie † Gryllavidae Gorochov, 1986
- Familie † Palaeorehniidae Zeuner, 1937
  - Geslacht † Albertoilus Kevan & Wighton, 1981
  - Geslacht † Palaeorehnia Cockerell, 1908
  - Geslacht † Republicopteron Archibald, Gu & Mathewes, 2022
  - Geslacht † Ypopteron Archibald, Gu & Mathewes, 2022
  - Geslacht † Zeuneroptera Sharov, 1962
- Familie † Vitimiidae Sharov, 1968
  - Geslacht † Deinovitimia Gorochov, 1989
  - Geslacht † Vitimia  Sharov, 1968
- Geslacht † Falsirameus Zhang, 1985
- Geslacht † Gryllobencain Haug, Hörnig, Kiesmüller, Pazinato, Baranov & Haug, 2022
- Geslacht † Liassogrylloides Bode, 1953
- Geslacht  †Thnetus Handlirsch, 1904
- Geslacht † Yuxiania Hong, 1997